# Bruck (Haute-Bavière)
Pour les articles homonymes, voir Bruck.
Bruck est une commune de Bavière (Allemagne), située dans l'arrondissement d'Ebersberg, dans le district de Haute-Bavière.